# Scomber australasicus
La caballa japonesa o caballa del Pacífico (Scomber australasicus) es una especie de peces de la familia Scombridae en el orden de los Perciformes.

## Morfología
- Los machos pueden llegar alcanzar los 44 cm de longitud total.
- Dorso marmoleado con numerosas líneas transversales, negras y sinuosas, que no sobrepasen la línea lateral.
- Aleta caudal con escotadura.
- Dos aletas dorsales.[1]

## Distribución geográfica
Se encuentra en el Mar Rojo y el Golfo Pérsico, desde el Japón hasta Australia y Nueva Zelanda, y Hawái y México.